# Тенизколь (озеро, Карасуский район)
Тенизколь (каз. Тенізкөл) — озеро в Карасуском районе Костанайской области Казахстана. Находится в 18 км к северо-западу от села Святогорка. В озеро впадает река Кундузды, вытекает река Убаган.
По данным топографической съёмки 1944 года, площадь поверхности озера составляет 7,29 км². Наибольшая длина озера — 4,6 км, наибольшая ширина — 2,1 км. Длина береговой линии составляет 12,8 км, развитие береговой линии — 1,33. Озеро расположено на высоте 106,8 м над уровнем моря.